# Johannes Tonckens (1834-1908)
Johannes Tonckens (Westervelde, 9 januari 1834 - aldaar, 14 december 1908) was een Nederlands politicus.

## Leven en werk
Tonckens was een zoon van de burgemeester van Norg mr. Johannes Tonckens en Geziena Kymmell. Hij werd geboren in het Huis te Westervelde. Hij studeerde rechten aan de universiteit van Groningen en promoveerde aldaar in 1857. Tonckens werd evenals zijn vader burgemeester van Norg. Ook twee van zijn zoons Eltje Jacob en Egbertus Roelinus en zijn kleinzoon Johannes werden burgemeester van deze gemeente. Tonckens werd in 1877 gekozen tot lid van Provinciale Staten van Drenthe. In 1882 werd hij gekozen als gedeputeerde van Drenthe. In 1904 werd hij als Statenlid opgevolgd door zijn oudste zoon Johannes, burgemeester van Eelde. Tonckens was ridder in de Orde van de Nederlandse Leeuw.
Tonckens huwde op 18 maart 1862 met Henderika Borgesius, dochter van de Rolder predikant Eltje Jacob Borgesius. Uit dit huwelijk werden vier kinderen geboren.